# Gyrus occipital moyen
Le gyrus occipital moyen O2 est un gyrus de la face externe du lobe occipital du cortex cérébral.
Il a pour limite antérieure le sillon occipital antérieur, pour limite postérieure le sillon intra-occipital et pour limite inférieure le sillon occipital inférieur.
|                                     |                             |
| Face externe de l'hémisphère gauche | Face postérieure du cerveau |